# Альберт Фрідріх Бернер
Альберт Фрідріх Бернер — німецький криміналіст, представник гегельянського напряму в науці кримінального права. Від 1848 року Бернер був професором кримінального права Берлінського університету.
А. Ф. Бернеру належить значна кількість праць у галузі кримінального права.
Декілька праць Бернера було перекладено російською мовою. На концепції Бернера був оснований перший у Російській імперії підручник з кримінального права В. Д. Спасовича (1864).
Цікаво, що перекладач підручника кримінального права Бернера російською мовою Микола Адріанович Неклюдов (математик за освітою) упорядкував переклад настільки обширними доповненнями та примітками, що переклад підручника стали називати підручником Неклюдова доповненого Бернером (А. Ф. Коні ). Неклюдов відразу по цьому зайняв поважне місце серед російських вчених-криміналістів (А. Ф. Коні).

## Праці
- Праці А. Ф. Бернера на сайті Archive.org
- Albert Friedrich Berner. Lehrbuch des Deutschen Strafrechts, 1. Aufl., — Leipzig,  1857. [Архівовано 14 жовтня 2017 у Wayback Machine.]
- Бернер А. Ф. Учебник уголовного права. Части общая и особенная / С примечаниями, приложениями и дополнениями по истории русского права и законодательству положительному магистра уголовного права Н. Неклюдова; Пер. и изд. Н. Неклюдова. В 2 т. Т. 1. — СПб.: Типография Н. Тиблена и комп., 1865. — 941 с. (сканкопія підручника ТУТ [Архівовано 27 липня 2018 у Wayback Machine.])
- Бернер А. Ф. О смертной казни / А.Ф. Бернер; пер. О. А. Филиппов. – СПб.: Типография Ф. Стелловского, 1865. – 96 с.

| S: | Твори цього автора перебувають у суспільному надбанні. Ви можете допомогти проєкту, додавши їх у Вікіджерела. |